# Sphecodes columbiae
Sphecodes columbiae är en biart som beskrevs av Cockerell 1906. Sphecodes columbiae ingår i släktet blodbin, och familjen vägbin. Inga underarter finns listade i Catalogue of Life.